# Llista de medallistes olímpics de tir amb arc
Aquesta és una llista dels medallistes olímpics de tir amb arc:

## Medallistes

### Programa actual

#### Categoria masculina

##### Individual masculí
| Edició                   | Or                | Argent                 | Bronze            |
| 1972 Múnic detalls       | John Williams     | Gunnar Jervill         | Kyösti Laasonen   |
| 1976 Mont-real detalls   | Darrell Pace      | Hiroshi Michinaga      | Giancarlo Ferrari |
| 1980 Moscou detalls      | Tomi Poikolainen  | Borís Issatxenko       | Giancarlo Ferrari |
| 1984 Los Angeles detalls | Darrell Pace      | Richard McKinney       | Hiroshi Yamamoto  |
| 1988 Seül detalls        | Jay Barrs         | Park Sung-Soo          | Vladimir Yesheyev |
| 1992 Barcelona detalls   | Sébastien Flute   | Chung Jae-Hun          | Simon Terry       |
| 1996 Atlanta detalls     | Justin Huish      | Magnus Petersson       | Oh Kyo-Moon       |
| 2000 Sydney detalls      | Simon Fairweather | Vic Wunderle           | Wietse van Alten  |
| 2004 Atenes detalls      | Marco Galiazzo    | Hiroshi Yamamoto       | Tim Cuddihy       |
| 2008 Pequín detalls      | Viktor Ruban      | Park Kyung-Mo          | Bair Badënov      |
| 2012 Londres detalls     | Oh Jin-Hyek       | Takaharu Furukawa      | Dai Xiaoxiang     |
| 2016 Rio detalls         | Ku Bon-Chan       | Jean-Charles Valladont | Brady Ellison     |
| 2020 Tòquio detalls      | Mete Gazoz        | Mauro Nespoli          | Takaharu Furukawa |
| 2024 París detalls       | Kim Woo-jin       | Brady Ellison          | Lee Woo-seok      |

##### Prova per equips masculina
| Edició                 | Or                                                         | Argent                                                           | Bronze                                                      |
| 1988 Seül detalls      | Corea del SudChun In-Soo · Lee Han-Sup · Park Sung-Soo     | Estats UnitsJay Barrs · Richard McKinney · Darrell Pace          | Regne UnitSteven Hallard · Richard Priestman · Leroy Watson |
| 1992 Barcelona detalls | EspanyaJuan Holgado · Alfonso Menéndez · Antonio Vázquez   | FinlàndiaIsmo Falck · Jari Lipponen · Tomi Poikolainen           | Regne UnitSteven Hallard · Richard Priestman · Simon Terry  |
| 1996 Atlanta detalls   | Estats UnitsJustin Huish · Butch Johnson · Rod White       | Corea del SudJang Yong-Ho · Kim Bo-Ram · Oh Kyo-Moon             | ItàliaMatteo Bisiani · Michele Frangilli · Andrea Parenti   |
| 2000 Sydney detalls    | Corea del SudOh Kyo-Moon · Jang Yong-Ho · Kim Chung-Tae    | ItàliaMatteo Bisiani · Michele Frangilli · Ilario Di Buò         | Estats UnitsButch Johnson · Rod White · Vic Wunderle        |
| 2004 Atenes detalls    | Corea del SudIm Dong-Hyun · Jang Yong-Ho · Park Kyung-Mo   | Xina-TaipeiChen Szu-Yuan · Liu Ming-Huang · Wang Cheng-Pang      | UcraïnaDmytro Hrachov · Viktor Ruban · Oleksandr Serdyuk    |
| 2008 Pequín detalls    | Corea del SudIm Dong-Hyun · Lee Chang-Hwan · Park Kyung-Mo | ItàliaIlario di Buò · Marco Galiazzo · Mauro Nespoli             | R.P. de la XinaJiang Lin · Li Wenquan · Xue Haifeng         |
| 2012 Londres detalls   | ItàliaMichele Frangilli · Marco Galiazzo · Mauro Nespoli   | Estats UnitsBrady Ellison · Jake Kaminski · Jacob Wukie          | Corea del SudIm Dong-Hyun · Kim Bub-Min · Oh Jin-Hyek       |
| 2016 Rio detalls       | Corea del Sud Ku Bon-Chan · Lee Seung-Yun · Kim Woo-Jin    | Estats Units Brady Ellison · Zach Garrett · Jake Kaminski        | Austràlia Alec Potts · Ryan Tyack · Taylor Worth            |
| 2020 Tòquio detalls    | Corea del Sud Kim Je-deok · Kim Woo-jin · Oh Jin-hyek      | Xina Taipei Deng Yu-cheng · Tang Chih-chun · Wei Chun-heng       | Japó Takaharu Furukawa · Yuki Kawata · Hiroki Muto          |
| 2024 París detalls     | Corea del Sud Kim Je-deok · Kim Woo-jin · Lee Woo-seok     | França Baptiste Addis · Thomas Chirault · Jean-Charles Valladont | Turquia Mete Gazoz · Ulaş Tümer · Muhammed Yıldırmış        |

#### Categoria femenina

##### Individual femení
| Edició                   | Or               | Argent           | Bronze             |
| 1972 Múnic detalls       | Doreen Wilber    | Irena Szydlowska | Emma Gapchenko     |
| 1976 Mont-real detalls   | Luann Ryon       | Valentyna Kovpan | Zebiniso Rustamova |
| 1980 Moscou detalls      | Keto Losaberidze | Natàlia Butúzova | Päivi Meriluoto    |
| 1984 Los Angeles detalls | Seo Hyang-Soon   | Li Lingiuan      | Kim Jin-Ho         |
| 1988 Seül detalls        | Kim Soo-Nyung    | Wang Hee-Kyung   | Yun Young-Sook     |
| 1992 Barcelona detalls   | Cho Youn-Jeong   | Kim Soo-Nyung    | Natalia Valeeva    |
| 1996 Atlanta detalls     | Kim Kyung-Wook   | He Ying          | Olena Sadovnycha   |
| 2000 Sydney detalls      | Yun Mi-Jin       | Kim Nam-Soon     | Kim Soo-Nyung      |
| 2004 Atenes detalls      | Park Sung-Hyun   | Lee Sung-Jin     | Alison Williamson  |
| 2008 Pequín detalls      | Zhang Juanjuan   | Park Sung-Hyun   | Yun Ok-Hee         |
| 2012 Londres detalls     | Ki Bo-Bae        | Aída Román       | Mariana Avitia     |
| 2016 Rio detalls         | Chang Hye-Jin    | Lisa Unruh       | Ki Bo-Bae          |
| 2020 Tòquio detalls      | An San           | Elena Osipova    | Lucilla Boari      |
| 2024 París detalls       | Lim Si-hyeon     | Nam Su-hyeon     | Lisa Barbelin      |

##### Prova per equips femenina
| Edició                 | Or                                                           | Argent                                                            | Bronze                                                                    |
| 1988 Seül detalls      | Corea del SudKim Soo-Nyung · Wang Hee-Kyung · Yun Young-Sook | IndonèsiaLilies Handayani · Nurfitriyana Saiman · Kusuma Wardhani | Estats UnitsDeborah Ochs · Denise Parker · Melanie Skillman               |
| 1992 Barcelona detalls | Corea del SudCho Youn-Jeong · Kim Soo-Nyung · Lee Eun-Kyung  | R.P. de la XinaMa Xiangjun · Wang Hong · Wang Xiaozhu             | Equip UnificatLyudmila Arzhannikova Khatouna Kvrivichvili Natalia Valeeva |
| 1996 Atlanta detalls   | Corea del SudKim Jo-Sun · Kim Kyung-Wook · Yoon Hye-Young    | AlemanyaBarbara Mensing · Cornelia Pfohl · Sandra Wagner-Sachse   | PolòniaIwona Dzięcioł · Katarzyna Klata · Joanna Nowicka                  |
| 2000 Sydney detalls    | Corea del SudKim Soo-Nyung · Kim Nam-Soon · Yun Mi-Jin       | UcraïnaOlena Sadovnycha · Nataliya Burdeyna · Kateryna Serdyuk    | AlemanyaBarbara Mensing · Cornelia Pfohl · Sandra Wagner-Sachse           |
| 2004 Atenes detalls    | Corea del SudLee Sung-Jin · Park Sung-Hyun · Yun Mi-Jin      | R.P. de la XinaHe Ying · Lin Sang · Zhang Juanjuan                | Xina-TaipeiChen Li Ju · Wu Hui-Ju · Yuan Shu-Chi                          |
| 2008 Pequín detalls    | Corea del SudJoo Hyun-Jung · Park Sung-Hyun · Yun Ok-Hee     | R.P. de la XinaChen Ling · Guo Dan · Zhang Juanjuan               | FrançaVirginie Arnold · Sophie Dodemont · Berengere Schuh                 |
| 2012 Londres detalls   | Corea del SudLee Sung-Jin · Ki Bo-Bae · Choi Hyeonju         | R.P. de la XinaFang Yuting · Cheng Ming · Xu Jing                 | JapóKaori Kawanaka · Ren Hayakawa · Miki Kanie                            |
| 2016 Rio detalls       | Corea del Sud Chang Hye-Jin · Choi Mi-Sun · Ki Bo-Bae        | Rússia Tuyana Dashidorzhieva · Ksenia Perova · Inna Stepanova     | Xina Taipei Le Chien-ying · Lin Shih-chia · Tan Ya-ting                   |
| 2020 Tòquio detalls    | Corea del SudAn San · Jang Min-hee · Kang Chae-young         | ROCSvetlana Gomboeva Elena Osipova Ksenia Perova                  | AlemanyaMichelle Kroppen · Charline Schwarz · Lisa Unruh                  |
| 2024 París detalls     | Corea del SudJeon Hun-young · Lim Si-hyeon · Nam Su-hyeon    | R.P. de la XinaAn Qixuan · Li Jiaman · Yang Xiaolei               | MèxicÁngela Ruiz · Alejandra Valencia · Ana Paula Vázquez                 |

#### Proves mixtes

##### Equips
| Proves              | Or                                       | Plata                                            | Bronze                                      |
| 2020 Tòquio detalls | Corea del Sud Kim Je-deok · An San       | Països Baixos Steve Wijler · Gabriela Schloesser | Mèxic Luis Álvarez · Alejandra Valencia     |
| 2024 París detalls  | Corea del Sud Kim Woo-jin · Lim Si-hyeon | Alemanya Florian Unruh · Michelle Kroppen        | Estats Units Brady Ellison · Casey Kaufhold |

### Programa eliminat
La competició de tir amb arc entre 1900 i 1920 presentà proves pròpies en cada olimpíada.

#### 1900 París
| Edició                              | Or               | Argent            | Bronze                 |
| Au Cordon Doré 33 metres detalls    | Hubert van Innis | Victor Thibaud    | Charles Frédéric Petit |
| Au Cordon Doré 50 metres detalls    | Henri Hérouin    | Hubert van Innis  | Émile Fisseux          |
| Au Chapelet 33 metres detalls       | Hubert van Innis | Victor Thibaud    | Charles Frédéric Petit |
| Au Chapelet 50 metres detalls       | Eugène Mougin    | Henri Helle       | Emile Mercier          |
| Sur la Perche à la Herse detalls    | Emmanuel Foulon  | Emile Druart      | No es concedí          |
| Sur la Perche à la Herse detalls    | Emmanuel Foulon  | Auguste Serrurier | No es concedí          |
| Sur la Perche à la Pyramide detalls | Émile Grumiaux   | Auguste Serrurier | Louis Glineux          |

#### 1904 St. Louis

##### Categoria masculina
| Edició                   | Or                                                                            | Argent                                                                         | Bronze                                                                                |
| Ronda Americana detalls  | George Bryant                                                                 | Robert Williams                                                                | William Thompson                                                                      |
| Ronda York detalls       | George Bryant                                                                 | Robert Williams                                                                | William Thompson                                                                      |
| Ronda per equips detalls | Estats UnitsWilliam Thompson · Robert Williams · Louis Maxson · Galen Spencer | Estats UnitsCharles Woodruff · William Clark · Charles Hubbard · Samuel Duvall | Estats UnitsGeorge Bryant · Wallace Bryant · Cyrus Edwin Dallin · Henry B. Richardson |

##### Categoria femenina
| Edició                   | Or                                                                           | Argent                                | Bronze         |
| Ronda Columbia detalls   | Matilda Howell                                                               | Emma Cooke                            | Jessie Pollock |
| Ronda Nacional detalls   | Matilda Howell                                                               | Emma Cooke                            | Jessie Pollock |
| Ronda per equips detalls | Estats UnitsMatilda Howell · Jessie Pollock · Laura Woodruff · Louise Taylor | Estats UnitsEmma Cooke · Mabel Taylor | No es concedí  |

#### 1908 Londres

##### Categoria masculina
| Edició                    | Or            | Argent          | Bronze              |
| Ronda York detalls        | William Dod   | Reginald Brooks | Henry B. Richardson |
| Estil Continental detalls | Eugène Grisot | Louis Vernet    | Gustave Cabaret     |

##### Categoria femenina
| Edició                 | Or             | Argent        | Bronze             |
| Ronda Nacional detalls | Queenie Newall | Charlotte Dod | Beatrice Hill-Lowe |

#### 1920 Anvers
| Edició                                | Or | Argent | Bronze |
| Ocell fix gran detalls                | Edmond Cloetens | Louis van de Perck | Firmin Flamand |
| Ocell gran fix per equips detalls     | BèlgicaEdmond Cloetens · Louis van de Perck · Firmin Flamand · Edmond van Moer · Joseph Hermans · Auguste Van de Verre                                         | No es concedí | No es concedí |
| Ocell fix petit detalls               | Edmond van Moer | Louis van de Perck | Joseph Hermans |
| Ocell petit fix per equips detalls    | BèlgicaEdmond Cloetens · Louis van de Perck · Firmin Flamand · Edmond van Moer · Joseph Hermans · Auguste Van de Verre                                         | No es concedí | No es concedí |
| Ocell mòbil, 28 metres detalls        | Hubert van Innis | Léonce Quentin | No es concedí |
| Ocell mòbil, 28 m. per equips detalls | Països BaixosJanus Theeuwes · Driekske van Bussel · Joep Packbiers · Janus van Merrienboer · Jo van Gastel · Theo Willems · Piet de Brouwer · Tiest van Gestel | BèlgicaHubert van Innis · Alphonse Allaert · Edmond De Knibber · Louis Delcon · Jérôme De Mayer · Pierre Van Thielt · Louis Fierens · Louis Van Beeck | FrançaJulien Brule · Léonce Quentin · Pascal Fauvel · Eugène Grisot · Eugène Richez · Artur Mabellon · Léon Epin · Paul Leroy |
| Ocell mòbil, 33 metres detalls        | Hubert van Innis | Julien Brulé | No es concedí |
| Ocell mòbil, 33 m. per equips detalls | BèlgicaHubert van Innis · Pierre Van Thielt · Jérôme De Mayer · Alphonse Allaert · Edmond De Knibber · Louis Delcon · Louis Van Beeck · Louis Fierens          | FrançaJulien Brule · Léonce Quentin · Pascal Fauvel · Eugène Grisot · Eugène Richez · Artur Mabellon · Léon Epin · Paul Leroy                         | No es concedí |
| Ocell mòbil, 50 metres detalls        | Julien Brulé | Hubert van Innis | No es concedí |
| Ocell mòbil, 50 m. per equips detalls | BèlgicaHubert van Innis · Pierre Van Thielt · Jérôme De Mayer · Alphonse Allaert · Edmond De Knibber · Louis Delcon · Louis Van Beeck · Louis Fierens          | FrançaJulien Brule · Léonce Quentin · Pascal Fauvel · Eugène Grisot · Eugène Richez · Artur Mabellon · Léon Epin · Paul Leroy                         | No es concedí |